# 八坂村 (長野県)
八坂村（やさかむら）は、長野県北安曇郡に存在した村。2006年1月1日、隣接する美麻村とともに大町市へ編入された。

## 地理
長野県北西部にある村。
フォッサマグナの海に堆積した地層が隆起した犀川擾乱帯と呼ばれる褶曲地帯に位置する。
犀川の支流である金熊川が村の中心を北から南へと流下し、その両側に1,000m級の山々が南北に連なる。
村の東端は犀川が村境をなし、国道19号と並走して北流している。
- 山: 鷹狩山、大姥山、城山
- 河川: 犀川、金熊川

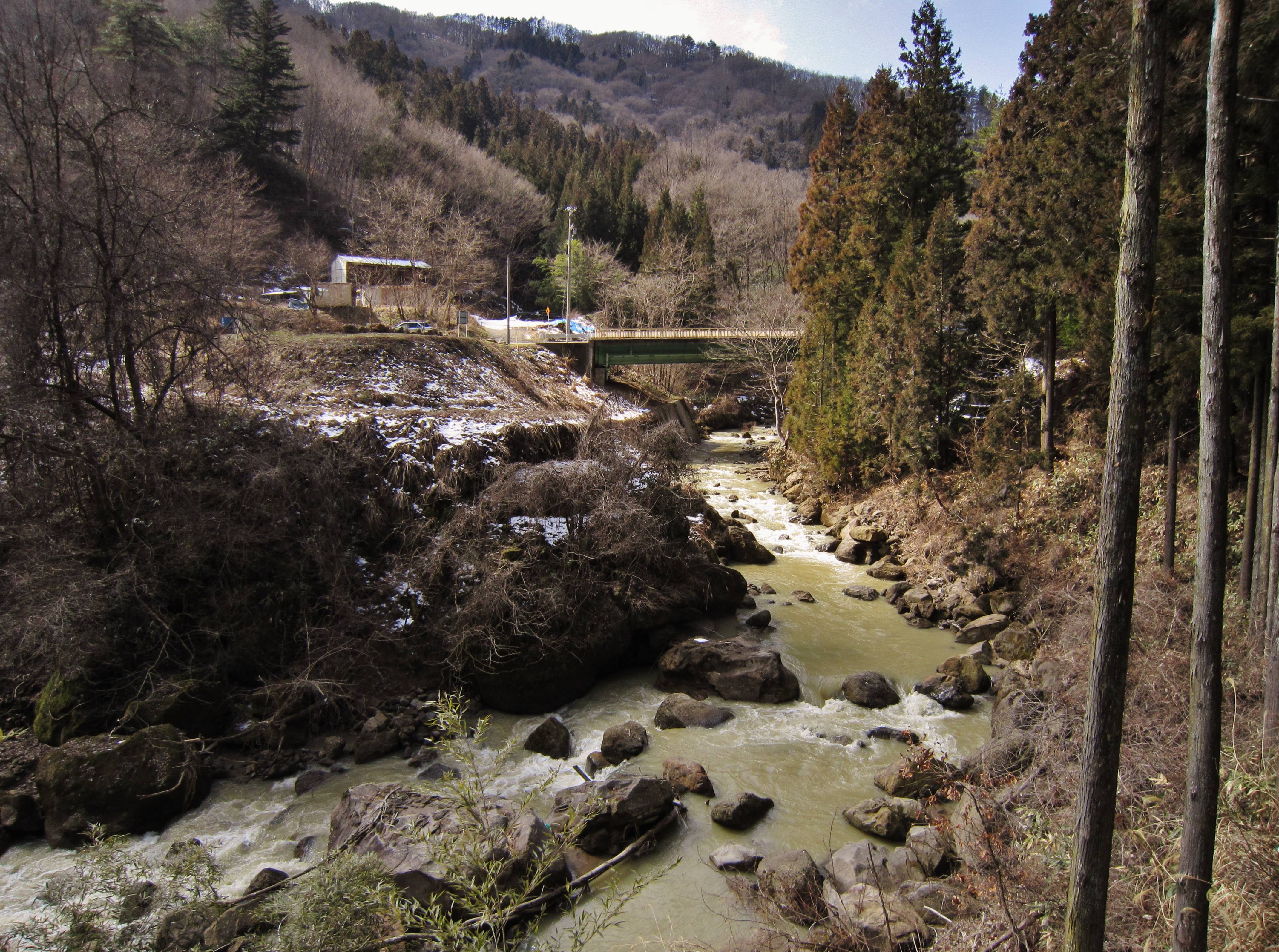
八坂村を流れる金熊川

### 隣接していた自治体
- 長野市
- 大町市
- 北安曇郡 池田町、美麻村
- 東筑摩郡 生坂村
- 上水内郡 信州新町

## 歴史
- 1875年（明治8年）2月18日 - 筑摩県安曇郡大平村・相川村・切久保村・大塚（だいづか）村・野平村・舟場村・左右村・槍平（うつぎだいら）村および丹生子村の一部（枝郷菅の窪）が合併して八坂村となる。
- 1876年（明治9年）8月21日 - 長野県の所属となる。
- 1879年（明治12年）1月4日 - 郡区町村編制法の施行により、北安曇郡の所属となる。
- 1889年（明治22年）4月1日 - 町村制の施行により、八坂村が単独で自治体を形成。
- 1957年（昭和32年）3月31日 - 広津村の一部（北山のうち菖蒲）を編入。
- 1959年（昭和34年）4月1日 - 左右が上水内郡信州新町に編入。
- 2006年（平成18年）1月1日 - 大町市に編入。同日八坂村廃止。

## 行政
警察署
大町警察署
消防署
北アルプス広域消防本部大町消防署

## 地域

### 教育

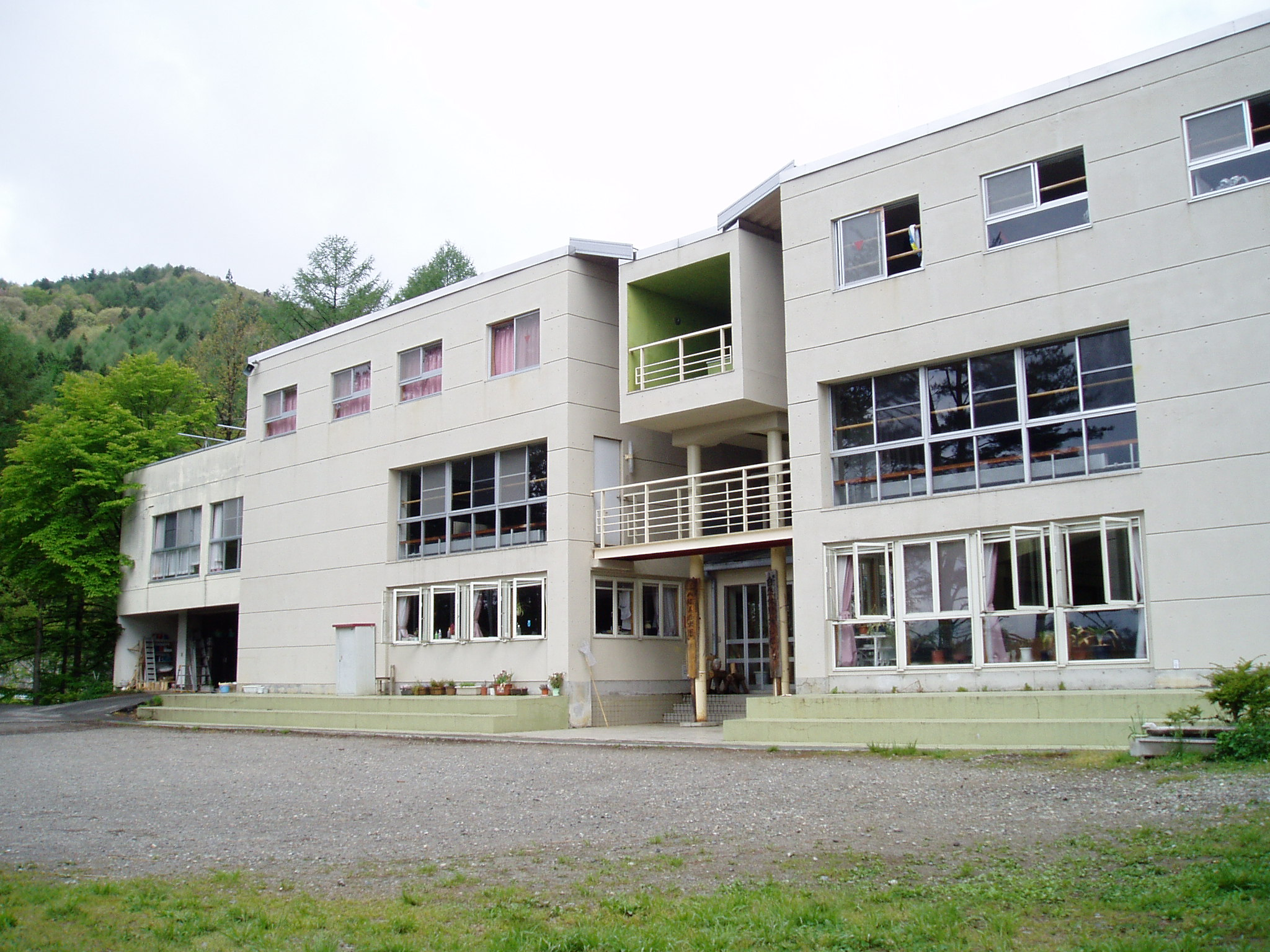
山村留学施設・やまなみ山荘

この村は山村留学制度の発祥地である。東京の小学校教師が始めた小中学生対象の教育キャンプのプログラムが参加者に好評で、「もっといたい」と長期滞在を希望する声が上がったことからスタートした。
小学校
- 八坂小学校

中学校
- 八坂中学校

## 交通

### バス
- 八坂村営バス

### 道路
一般国道
国道19号
主要県道
長野県道55号大町麻績インター千曲線

## 名所・旧跡・観光スポット・祭事・催事
- 鷹狩山展望台
- 唐花見湿原
- 重太郎 （日本の棚田百選）
- 八坂の大滝

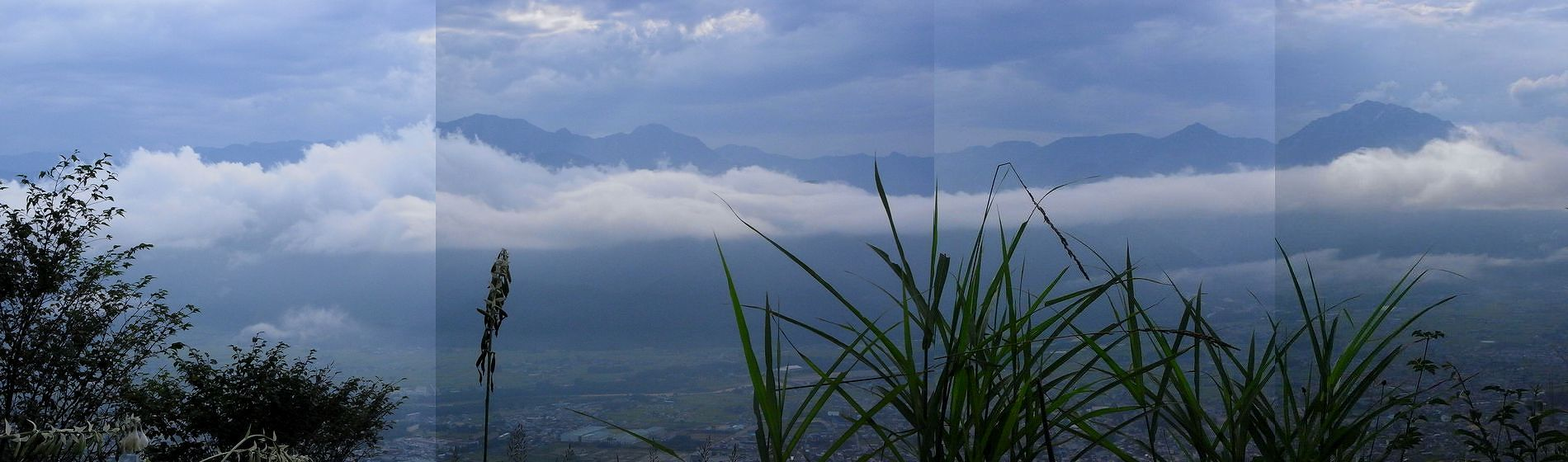
鷹狩山頂上から見た北アルプス

- 山姥と金太郎伝説-大町市旧八坂村大姥山、金熊川